# 天主教馬臘拉爾教區
天主教馬臘拉爾教區（拉丁語：Dioecesis Maralalensis）是肯亞一個羅馬天主教教區，屬涅里總教區。
教區成立於2001年6月15日，位於桑布魯縣。2004年有32,498名教友（佔轄區總人口27.0%）、十二個堂區、三十四名司鐸。現任教區主教為維爾吉利奧·潘特。